# Джакомо Гастальді
Ґаста́льді, Джа́комо (італ. Gastaldi, Giacomo) — *близько 1500 - †1566 — венеційський картограф, географ, гравер та інженер, член Венеційської академії та Головний космограф Венеційської республіки. Народився у Віллафранка-П'ємонте. У  1539 отримав привілей Венеційського сенату за друк вічного календаря. Першою картографічною роботою була мапа Німеччини у 1542. Створив фрескові мапи Азії та Африки в  Палаці Дожів. Як інженер брав участь у розробленні проєктів регулювання рівня води та її солоності  у Венеційській лагуні. Змінив технологію виготовлення мап, перейшовши з гравірування на деревʼяній основі на новітню техніку мідьориту, що надало картографічній продукції вишуканості та деталізації.

## Життєпис
У середині XVI століття центр видань «Географії» К. Птолемея перемістився до Венеції, де до 1599  р. вийшло понад десять видань італійською мовою. У 1548 р. в перекладі П'єтро Андреа Маттіолі видається «Географія»  у першому в друкарстві кишеньковому форматі. Для цього видання  Ґастальді створює на мідних пластинах 34 мапи сторін світу, в яких згідно з уявленнями Птолемея відзеркалені як реальні, так і міфічні землі, зокрема «Земля антропофаґів». У 1561 до свого перекладу «Географії» Жироламо Рушеллі передруковує мапи Ґасталді з видання 1548 р. Завдяки відносній на той час точності нанесеного на мапах та зручності формату у подорожах це видання перевидалось протягом 50 років.

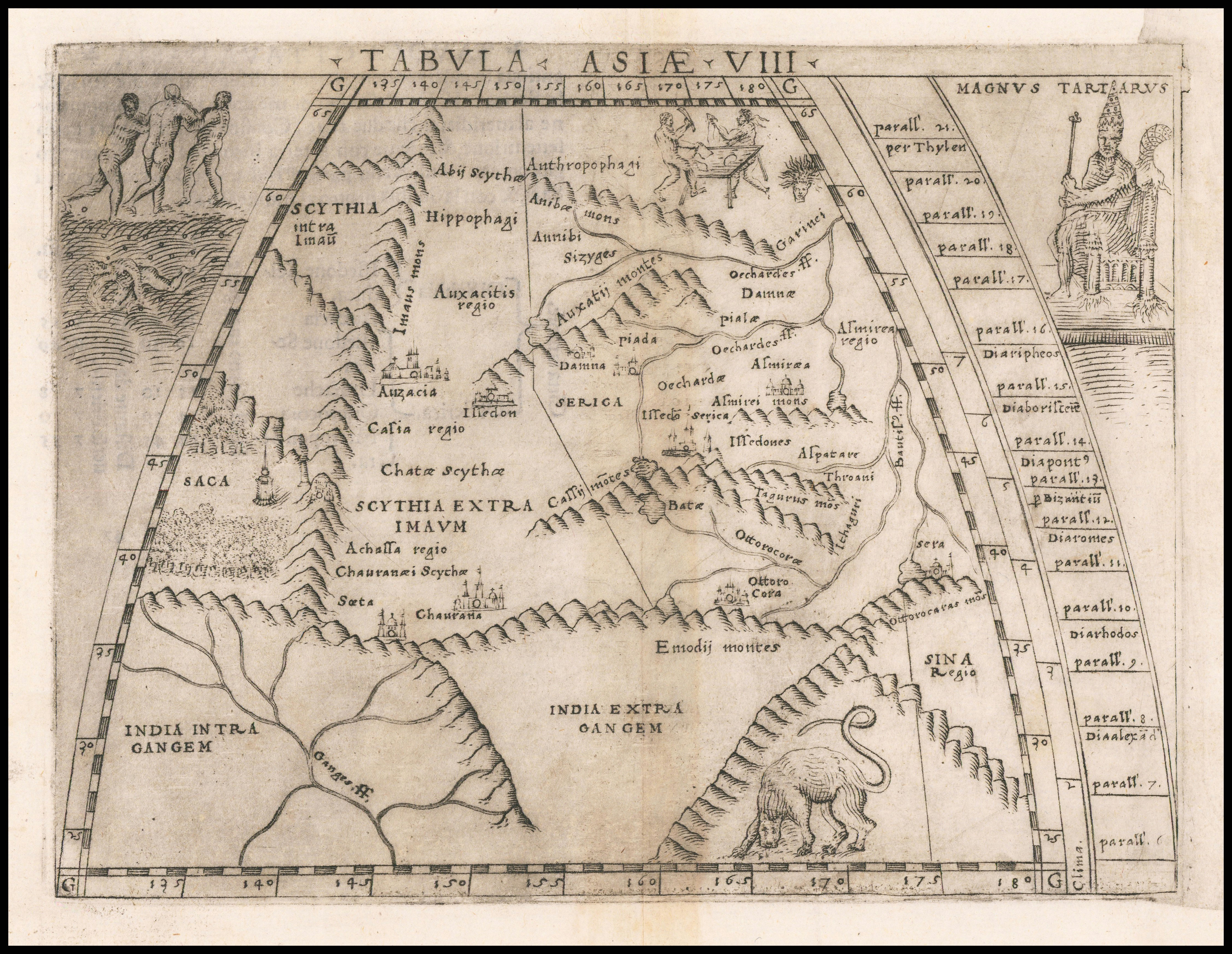
Мапа верхів'я Ґанґу, Скитії, "Земель антропофаґів" та Китаю за "Географією" Птолемея. 1548
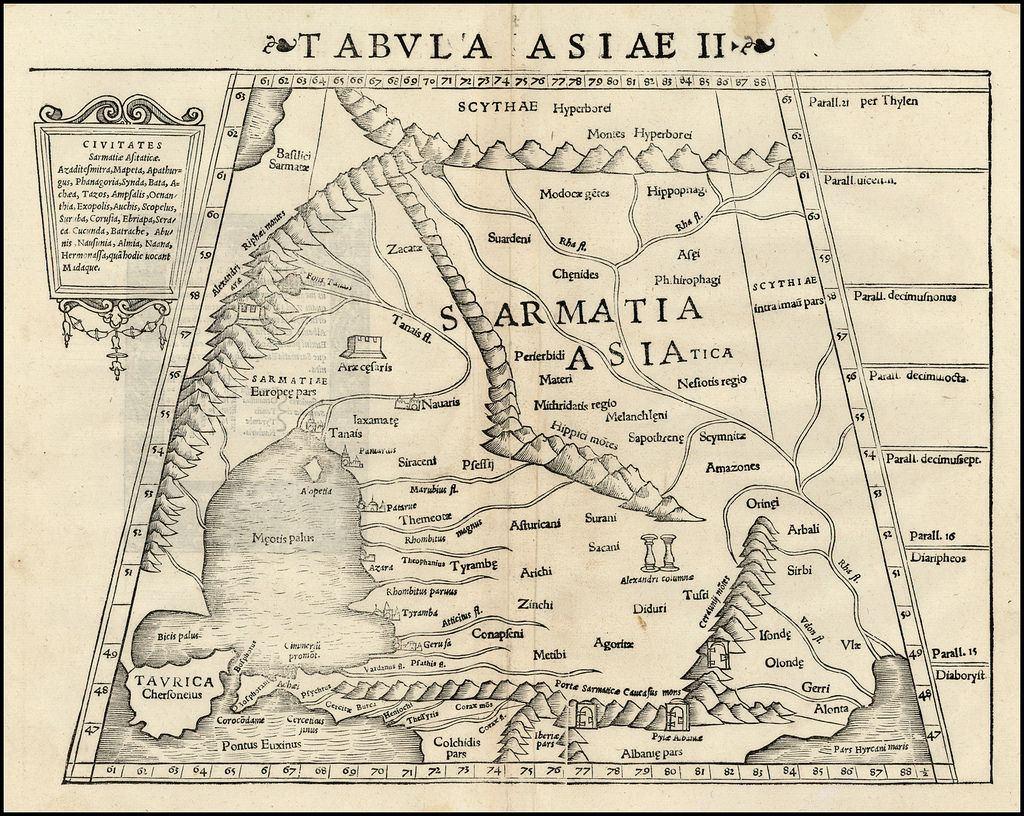
Мапа Сарматії за "Географією" Птолемея. 1548

У 1550 р. венеційський географ, секретар Сенату Венеційської республіки та її посол у Франції Джованні Баттіста Рамусіо  (Giovanni Battista Ramusio) розпочинає видання першого у світі географічного трактату «Navigationi et viaggi» (Навігації та подорожі), який складався з 8 томів загальним обсягом 2787 сторінок. До оформлення  3 тому Трактату Рамусіо залучає Джакомо Ґастальді, який готує серію географічних мап, зокрема раніше не створюваних східного узбережжя Північної та Південної Америки, Куби та Еспаньйоли. 

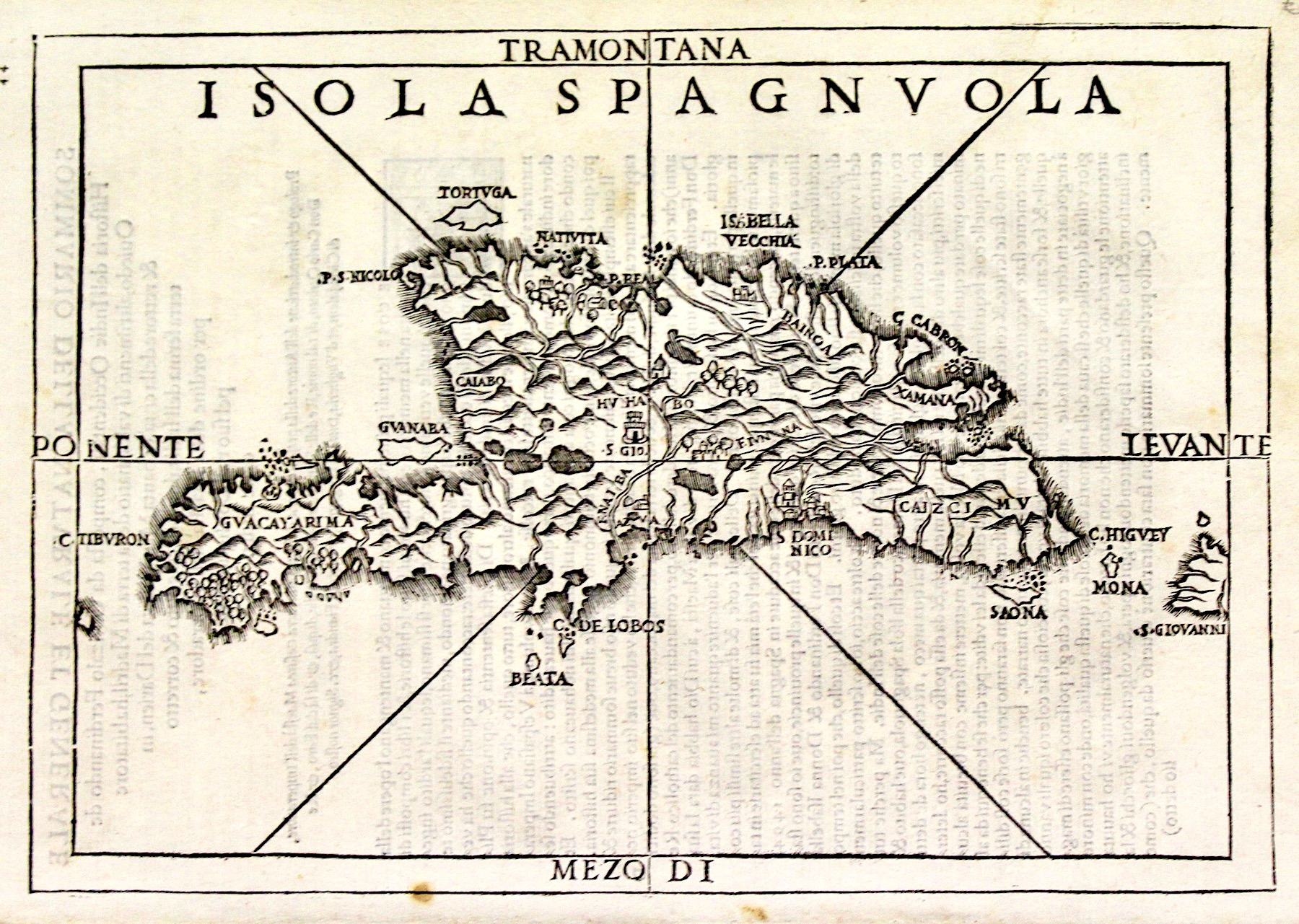
Еспанйола (з 1-го видання 3-го тому «Navigationi et viaggi»), 1556
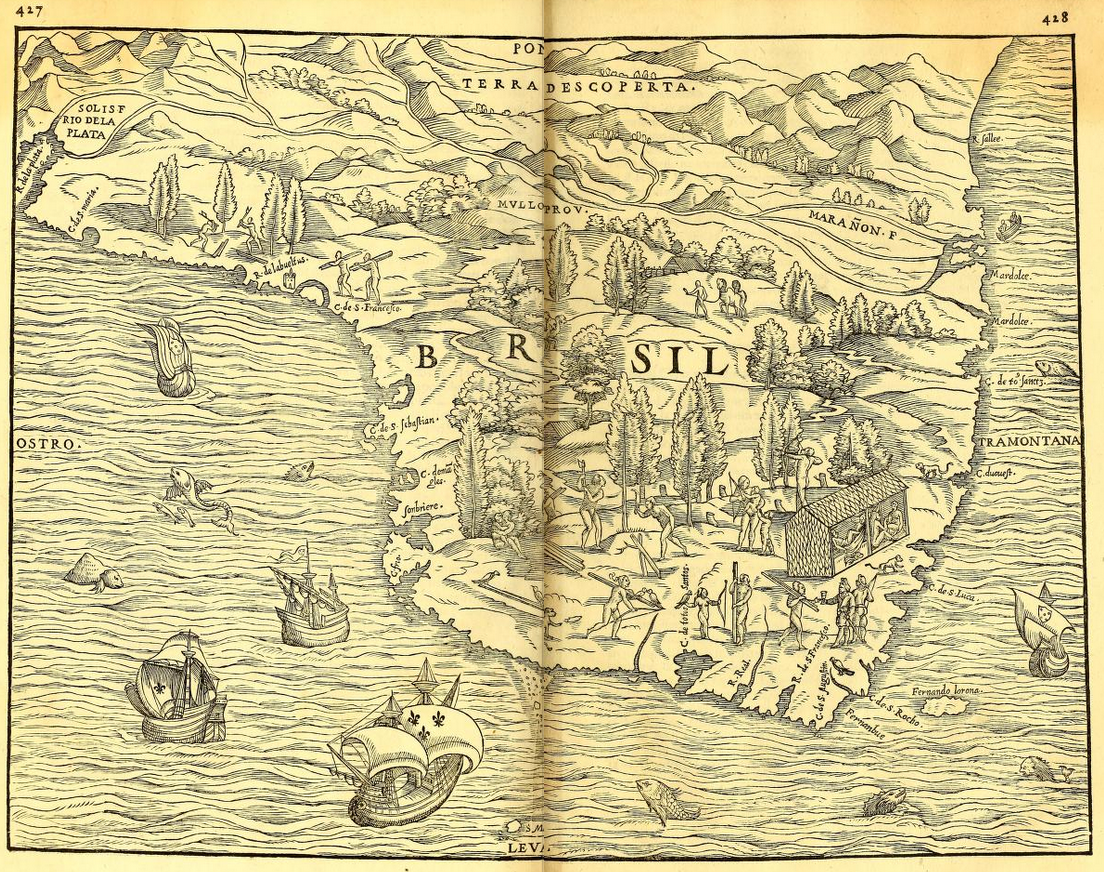
Бразилія (з 2-го видання 3-го тому «Navigationi et viaggi»), 1565
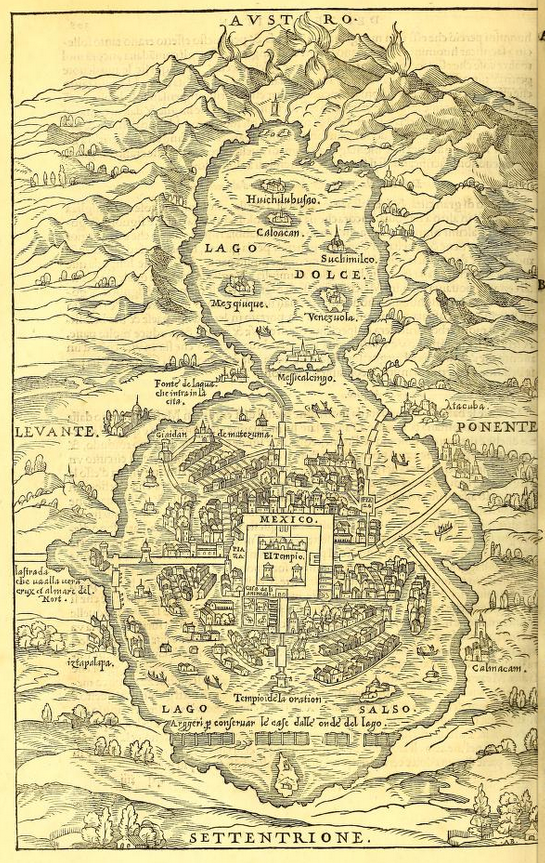
Мексика, 1565
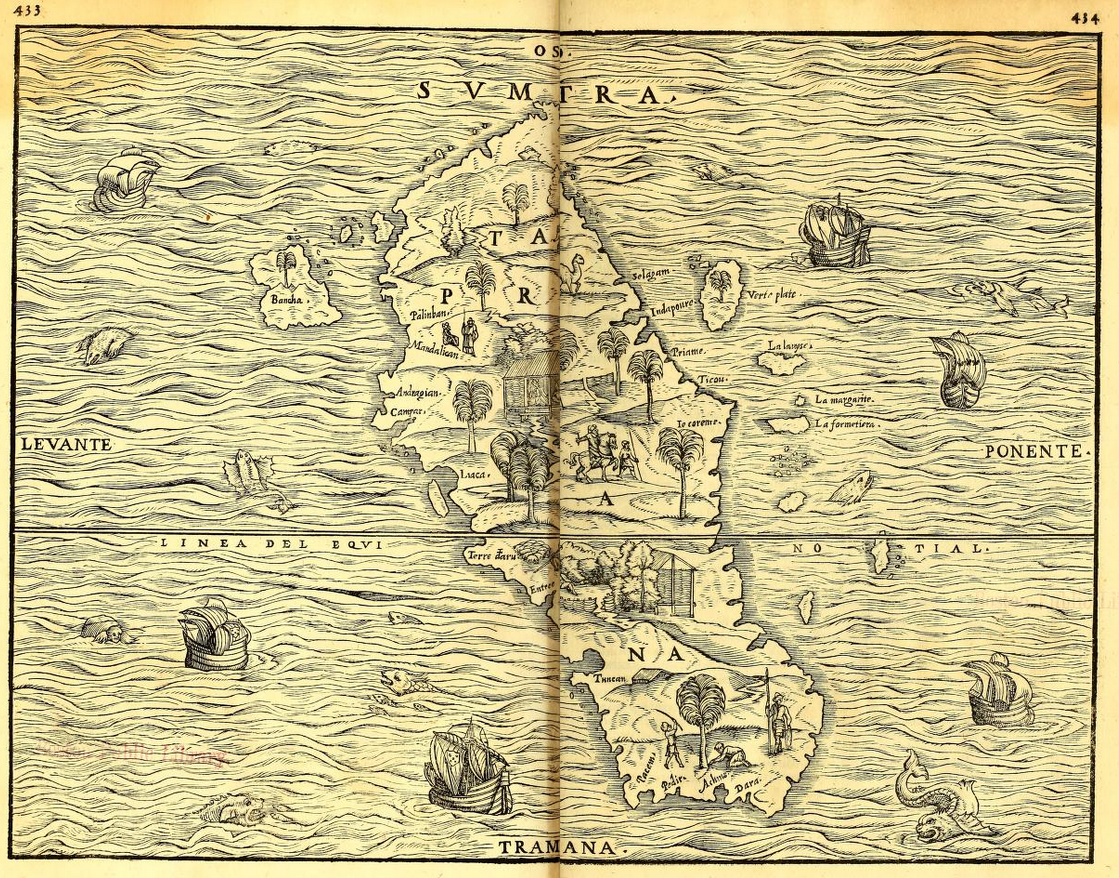
Суматра, 1565
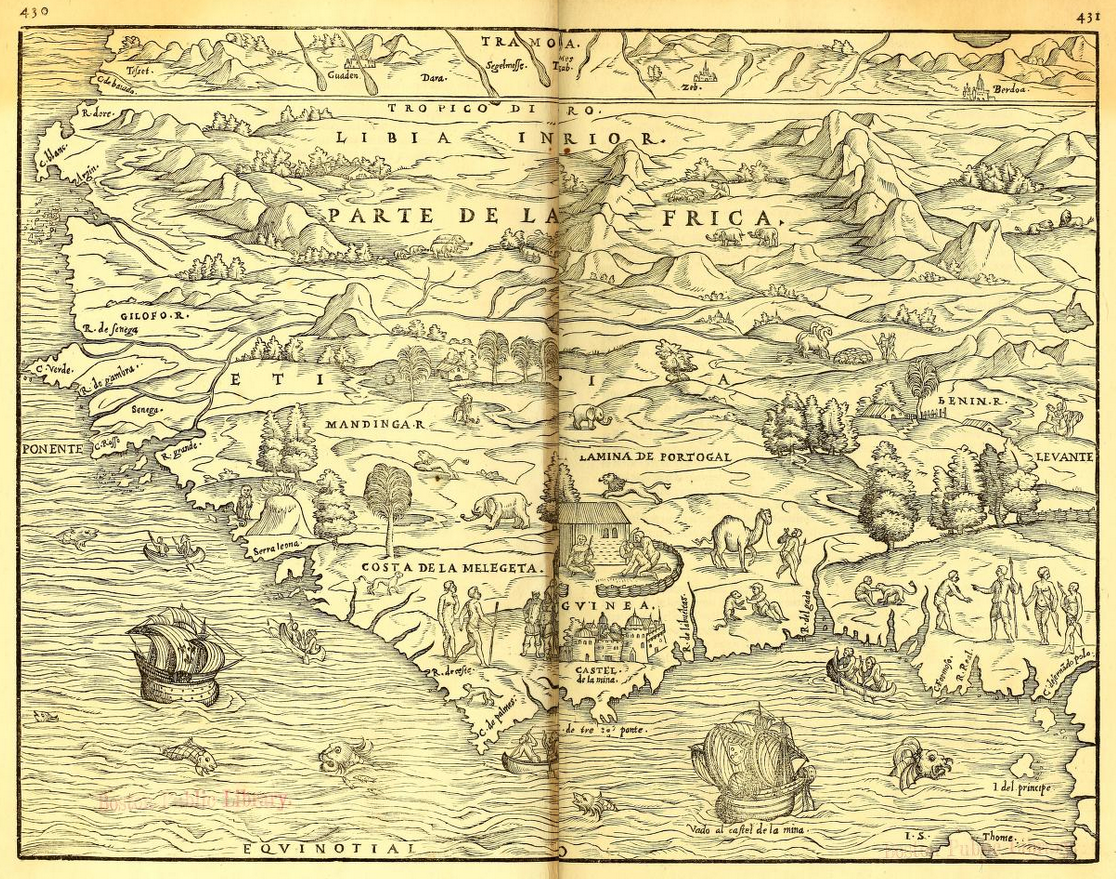
Західна Африка, 1565
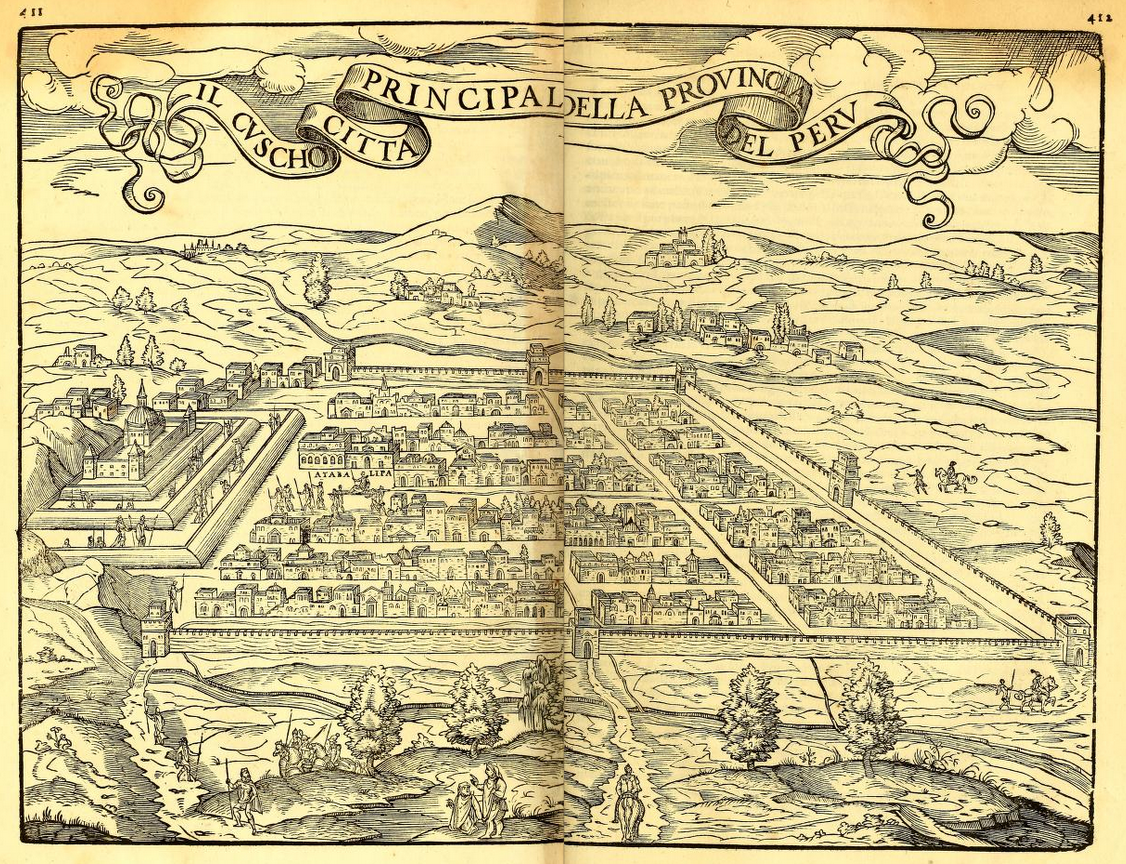
Місто Куско в Перу, 1565

## Карти України

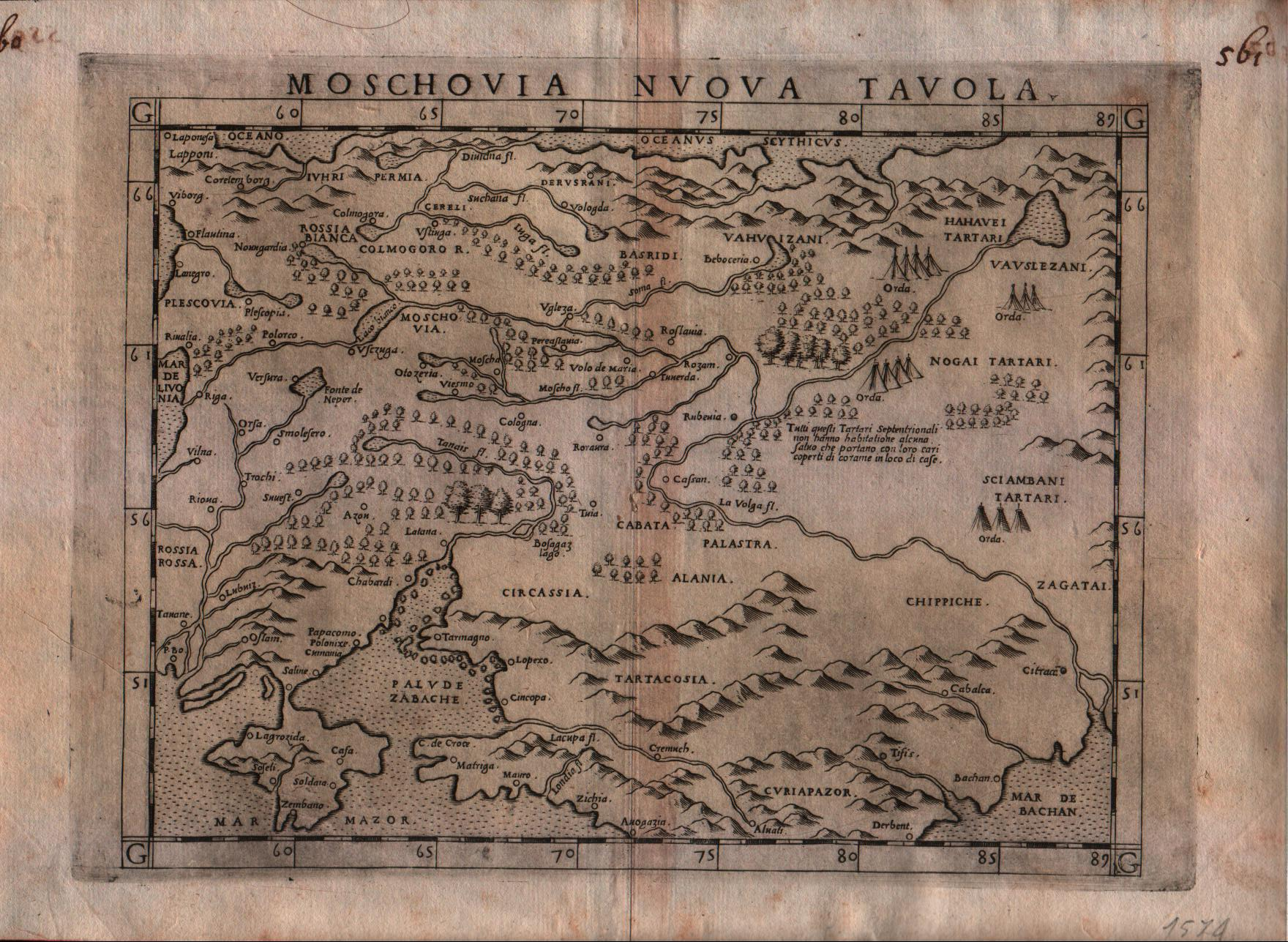
Moschovia Nova Tabula, 1548

На мапі 1548 р., Джакомо Ґастальді “Germania Nova Tabula MDXXXXII” Галичина позначена як “RVSSIA” (Русь).На мапах 1548 р. “Polonia et Hungaria Nova Tabula” (Нова мапа Польщі та Угорщини) та “MOSCHOVIA NOVA TABULA” (Нова мапа Московії) Ґастальді чи не уперше використав назву Червона Русь “Rossia Rossa” щодо Правобережної України. На мапі “MOSCHOVIA NOVA TABULA” напис “ROSSIA BLANKA” (Біла Русь)  поміщений між Великим Новгородом (Nouugardia) і Холмогорами (Colmogora)..